# Zamek Chamerolles
Zamek Chamerolles – renesansowy zamek położony w miejscowości Chilleurs-aux-Bois, w departamencie Loiret (Francja).
Zamek składa się z trzech skrzydeł, czterech bocznych wież, a część centralna zamku połączona została z dwoma wieżyczkami. Został on zbudowany w pierwszej połowie XVI wieku, za czasów panowania Ludwika XII, przez Lancelota du Lac. Do jego budowy użyto dwóch rodzajów cegieł. Zamek położony jest w lesie orleańskim, bogatym w strumienie i stawy, które doprowadzają wodę do fos zamku.